# Life in Sometown, U.S.A.
Life in Sometown, U.S.A. est un court métrage américain réalisé par Buster Keaton, sorti en 1938.

## Fiche technique
- Titre original : Life in Sometown, U.S.A.
- Réalisation : Buster Keaton
- Scénario : Carl Dudley et Richard Murphy
- Société de production : Metro-Goldwyn-Mayer
- Pays d'origine :  États-Unis
- Langue originale : anglais
- Durée : 10 minutes
- Dates de sortie :
  - États-Unis : 26 février 1938

## Distribution
- William Bailey
- Margaret Bert
- Marie Blake
- Betty Blythe
- Chester Clute
- Jules Cowles
- Grace Goodall
- Sheldon Jett